# Talavera (Philippines)
Pour les articles homonymes, voir Talavera (homonymie).
Talavera est une localité de la province de Nueva Ecija, aux Philippines. En 2015, elle compte 124 829 habitants.